# Луций Валерий Публикола
Луций Валерий Публикола (лат. Lucius Valerius Publicola; V—IV века до н. э.) — римский политический деятель из патрицианского рода Валериев, избиравшийся военным трибуном с консульской властью пять раз (394, 389, 387, 383 и 380 годы до н. э.). Из этих трибунатов четыре приходятся на первое десятилетие после галльского нашествия, когда ослабленному Риму пришлось сражаться со всеми соседями. 
Источники сообщают о деятельности Луция Валерия на трибунской должности совсем немногое: во время первого трибуната он совместно с Марком Фурием Камиллом победил этрусков и жителей Антия, в 377 году до н. э. совместно с Луцием Эмилием Мамерцином победил вольсков и эквов.